# Antonina Sokolicz

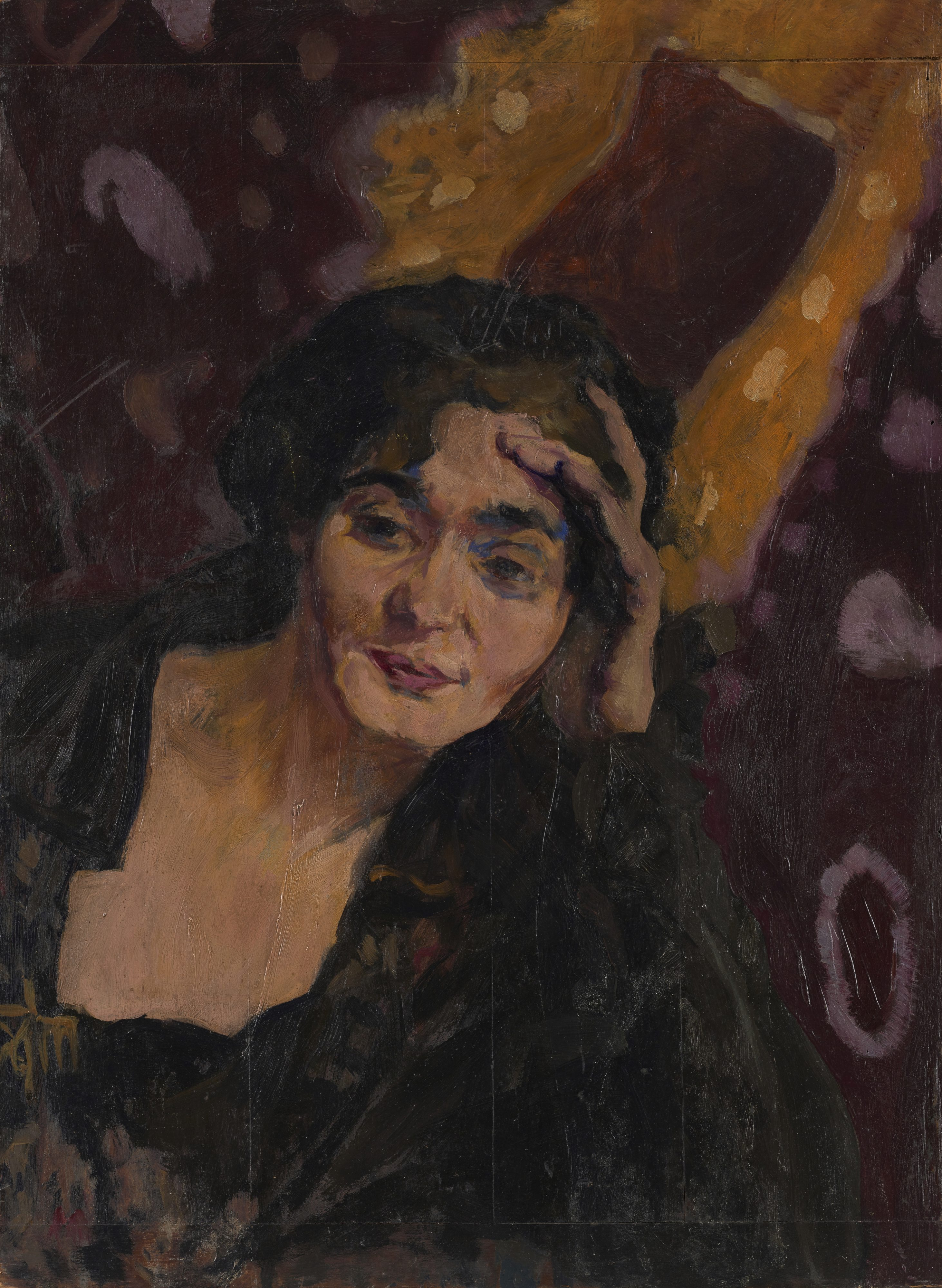
Portret Antoniny Sokolicz-Merklowej, między 1924 a 1926, Muzeum Warszawy

Antonina Sokolicz, właściwie Antonina Merkel (ur. 13 czerwca 1879 w Szczercowie, zm. 20 grudnia 1942 w Auschwitz-Birkenau) – pisarka, publicystka, tłumaczka, aktorka, działaczka kulturalna i społeczna, aktywistka ruchu socjalistycznego i komunistycznego.

## Życiorys
W pierwszym dziesięcioleciu XX wieku grała w prowincjonalnych kompaniach teatralnych, będąc jednocześnie aktywną działaczką najpierw PPS, potem PPS – Frakcji Rewolucyjnej. W 1908 wyemigrowała do Francji, skąd przyjechała w roku 1914 jako kurier legionowy. W czasie I wojny światowej odbyła podróż po Rosji i Syberii, gdzie odwiedziła kolonie polskie i obozy jeńców, wygłaszając odczyty patriotyczne.
Po zakończeniu wojny osiadła w Warszawie, gdzie oddała się pracy literackiej (m.in. napisała dramat poświęcony rewolucji październikowej zatytułowany Pięść i broszurę O kulturze artystycznej proletariatu) oraz kierowała zespołem Scena i Lutnia Robotnicza. Wraz z Janem Hemplem i Marią Orsetti była inicjatorką i współzałożycielką księgarni antykwarsko-wydawniczej, pod nazwą (od grudnia 1918) Stowarzyszenia Spółdzielczego „Książka”. Obok prac z zakresu spółdzielczości wydawnictwo to drukowało i kupowało nakłady literatury lewicowej, m.in. prace Marksa, Engelsa i Kropotkina. Od 1920 członkini PPS – Opozycji potem KPP. W kwietniu 1923 wyjechała z ramienia MOPR z akcją odczytową do USA odwiedzając tam ośrodki polonijne. W 1926 ponownie wyjechała do USA, aby pomóc emigrantom w redagowaniu wydawanego w Chicago przez Sekcję Polską Komunistycznej Partii USA tygodnika Trybuna Robotnicza. Po aresztowaniu Jana Hempla we wrześniu 1931 przejęła kierownictwo wydawnictwa „Tom” i sprawowała tę funkcję do czasu likwidacji wydawnictwa przez władze państwowe w lipcu 1937.
Podczas okupacji niemieckiej aresztowana, więziona na Pawiaku, zginęła w niemieckim obozie koncentracyjnym Auschwitz-Birkenau. Jej grób symboliczny znajduje się na cmentarzu ewangelicko-reformowanym w Warszawie (kwatera W-4-1).
29 maja 1946 została pośmiertnie odznaczona Krzyżem Grunwaldu III klasy.

## Upamiętnienie
Od 24 listopada 1961 do 25 maja 1998 jedna z ulic w Warszawie na terenie dzielnicy Żoliborz nosiła nazwę ulicy Antoniny Sokolicz. Nowym patronem został ks. Teofil Bogucki.